# Alida Dors
Alida Dors  (Amsterdam, 19 maart 1977) is een Nederlandse theatermaker, choreograaf en vanaf 2020 artistiek directeur van Theater Rotterdam. Zij is een van de pioniers van de hiphop-dans in Nederland. Haar invloedrijke werk en leiderschap hebben een blijvende stempel gedrukt op de Nederlandse dans- en theatergemeenschap. Op 27 augustus 2023 was zij bij Theo Maassen te gast in het programma Zomergasten.

## Opleiding
Haar ouders kwamen in de jaren zeventig naar Nederland. Alida Dors groeide op in de Bijlmermeer in Amsterdam-Zuidoost. Al gedurende haar jeugd was ze beweeglijk; ze maakte zelf dansjes aan de hand van videoclips. Haar ouders zagen echter niets in een leven in de danswereld. Ook hield ze zich bezig met kunstschaatsen, turnen en boksen. Toen haar ouders scheidden trok ze naar haar vader Ro Dors, die elektromonteur was, maar ook een thaiboksschool leidde.
Na het voltooien van haar studie fiscale economie (1995-1990) aan de HES  begon ze haar loopbaan binnen de danswereld. Ze verwierf bekendheid als veelzijdige danseres bij diverse gezelschappen en bijvoorbeeld artiesten waaronder Ruth Jacott, P. Diddy, Usher, groep Eternal en ISH., waarbij ze haar passie voor beweging en expressie inzet om verhalen te vertellen en emoties over te brengen.
In 2004 richtte ze samen met Bryan Druiventak de hiphop-school Solid Ground Movement op, waarmee ze een platform creëerde voor jonge dansers om hun vaardigheden te ontwikkelen en hun passie voor dans te cultiveren. Haar toewijding aan de hiphopcultuur en gemeenschap vormde de basis voor haar verdere werk als choreograaf en theatermaker. Ze gebruikte daar haar artiestennaam Black Pearl (Blaka Pirka). 
In 2011/2012 richtte Dors haar eigen dansgezelschap BackBone op, waarin ze haar innovatieve visie op dans kon verwezenlijken. De creaties van BackBone stonden bekend om het verkennen van diverse dansstijlen en het aanpakken van maatschappelijke kwesties door beweging en performance.

## Kunst en Leiderschap
Alida Dors combineerde haar liefde voor dans met academische prestaties, en behaalde in 2011 een masterdiploma in sociologie aan de Universiteit van Amsterdam (UvA). Dit multidisciplinaire perspectief verrijkte haar kunst en stelde haar in staat dieper in te gaan op sociale en culturele thema's binnen haar werk.
Vanaf 2015 was Dors betrokken als maker bij Productiehuis Rotterdam, en na de fusie tot Theater Rotterdam in 2020, werd ze benoemd tot artistiek directeur. Onder haar leiding heeft Theater Rotterdam een vernieuwde focus op diversiteit en inclusie omarmd, waardoor het theater een platform is geworden voor uiteenlopende stemmen en perspectieven.  Meer aangepast aan de multiculturele stad Rotterdam, zoals ze zelf vertelde. Ze waakte ervoor geen slachtoffer te worden van de Glazen afgrond.
In 2023 stond ze zelf weer op de planken met Closed Eyes, dat terugvoert op het onder een stuwmeer verdwenen dorp Ganzee, woonplaats van haar voorouders.

###### Betrokkenheid en Activisme
Naast haar kunstenaarschap speelt Alida Dors een actieve rol in bredere discussies over kunst en cultuur. In 2021 trad ze toe als bestuurslid van de Amsterdamse Kunstraad, waar ze haar expertise inzet om de culturele scene in Amsterdam te verrijken en te versterken. In 2022 sprak Alida Dors als eerste persoon ooit zowel de Staat van het Theater als de Staat van de Dans uit. Op 28 maart 2024 werd Dors benoemd tot lid van de Akademie van Kunsten.

## Prijzen en nominaties
- 2008: Kunstfactor Award
- 2012: Prijs van de Nederlandse Dansdagen Maastricht
- 2021: genomineerd voor de dansprijs de Zwaan voor haar productie Or Die Trying
- 2022: Winnaar &Awards projectprijs[8]
- 2024: Cultuurpenning gemeente Rotterdam

## Choreografie
Een selectie:
- 2023: Closed Eyes (dans en choreografie) en The Story of Travis (choreografie)[3]
- 2022: Primisi
- 2021: Or Die trying
- 2021: Reflections
- 2018: Rebound
- 2017: Speak up!
- 2017: True colors
- 2015: Built for it
- 2012: Living Apart and Together, bij dansgezelschap Korzo Den Haag
- 2011: Or fall for anything, ter gelegenheid van de opening van het nieuwe gebouw van dansgezelschap Korzo